# روب غرينغ
روب غرينغ (بالإنجليزية: Rob Grange)‏ هو موسيقي أمريكي، ولد في 1950.

## وصلات خارجية
- روب غرينغ على موقع ميوزك برينز (الإنجليزية)